# هيروزين ساروتوبي
ساروتوبي هيروزين أحد شخصيات ناروتو والهوكاجي الثالث لـكونوها مدرب السينن (اوروتشيمارو ، تسونادي، جيرايا) كم انه تدرب على يد كل من الهوكاغي الأول والثاني وهو أيضا صديق لدانزو شيمورا . قتل على يد تلميذه اوروتشيمارو وخلفه في المنصب الهوكاجي الخامس تسونادي .

## حياته
لقد كان تلميذا متدرب عند الهوكاغي الثاني مع دانزو شيمورا وكان يفضله الهوكاغي الثاني عن دانزو شيمورا وقد تعلم استعمال العناصر الخمسة ويقاتل باستعمال عصا حية تتواصل معه بطريقة خاصة ولزيادة قوته يستدعي القرد الحكيم وبإمكانه استعمال شينيغامي الهوكاغي الرابع .
بعد حرب الشينوبي الأولى للشينوبي تعارك مع دانزو شيمورا وهزمه وأصبح الهوكاغي الثالث ودرب فريقا مكنه من الانتصار بالحرب الثانية للشينوبي على قرية المطر وعلى عكس بقية الهوكاغي صمد طويلا حتى بعد الهوكاغي الرابع لكنه مات على يد تلميذه أروتشيمارو.
للهوكاغي الثالث زوجة تدعى بيواكو وله ابن اسمه أسوما ساروتوبي الذي قتل على يد هيدان وهو عم كونوهامارو الذي أصبح مدرب بوروتو وسارادا وميتسكي وقد لُقب بملك الشينوبي في شبابه

## مهارته
بإمكانه استعمال العناصر الخمسة ( النار والماء والأرض والريح والبرق ) كما لديه فن قتال خاص حيث يقاتل بعصا حية تتواصل معه بطريقة خاصة وتمكنه من إستدعاء قرد حكيم ذي قدرات خاصة ويمكنه أيضا استخدام شينيغامي الهوكاغي الرابع ليختم أعداءه وقد ضحى بحياته ليختم يدا أوروتشيمارو كما يمكنه أن يتحكم في الأوراق المتفجرة ويستعمل كرة بلورية لرؤية بعض الوقائع ويتقن أيضا الهيكجتسو ( مهارة نسخ الشوريكن ) .

## إعادة إحياءه
تم إعادة إحياءه من طرف أوروتشيمارو لإستعادة قوى يديه بمساعدة ساسكي الذي سأله عن ماضي أخيه وظروف إفناء عشيرته الأوتشيها ليأخذ صورة كاملة ويقرر بما سيفعله تاليا وينضم الهوكاغي الثالث في الحرب الرابعة للشينوبي إلى عراك مادارا وهاشيراما ويهزمانه لكنه يقضى على هاشيراما ويفشلون في ختمه بعدما أعاد إحياء نفسه بمساعدة زيتسو الأسود ويذهب مع حكيم المسارات الستة هاغورومو بعد انتصار الشينوبي على الأكاتسكي.